# Wolfgang Trampe
Wolfgang Trampe (* 1. Januar 1939 in Berlin; † 5. Juni 2025 ebenda) war ein deutscher Schriftsteller, der in vielfältigen Literaturgattungen veröffentlicht hat und auch als Verlagslektor und Herausgeber tätig war.

## Leben
Wolfgang Trampe wurde 1939 in Berlin geboren. Nach dem mit Abitur abgeschlossenen Besuch der Oberschule absolvierte er ein Studium an der Staatlichen Schauspielschule Berlin. Ein Jahr lang wirkte er daraufhin am Landestheater Parchim als Schauspieler. In seinem Beruf war er allerdings unzufrieden, was ihn zum Schreiben brachte, zuerst Gedichte, dann auch Prosa, weil, wie er angab, Prosa das Auszudrückende umfassender darstellen kann. So verarbeitete er später sein Unbehagen bei der Schauspielerei in dem Roman Verhaltene Tage, der in Veränderung der höheren Semester eine unbeabsichtigte autobiografisch angehauchte Fortsetzung erfuhr. – Als eigenständiger Roman geplant, hatte er sich „irgendwie dorthin entwickelt“. Beide Romane lassen sich aus literaturwissenschaftlicher Sicht dem gesellschaftskritischen sozialistischen Bildungsroman zurechnen.
Von 1962 bis 1967 studierte er Germanistik und Kunstgeschichte an der Universität Rostock. Er wurde danach Lektor im Aufbau-Verlag und ab 1977 freiberuflicher Autor. Es folgten Veröffentlichungen in zahlreichen Zeitschriften und Anthologien und schließlich mehrere Buchveröffentlichungen. Im Verlauf seiner schriftstellerischen Karriere kamen noch weitere literarische und journalistische Formen hinzu.

## Zitate
„Ein gutes Gedicht, das bewirken will und kann, scheint mir in gesteigerter Empfindung zu bestehen, die im Prozeß der Verwandlung, des Werdens der Sprach- und Sinngestalt in gesteigerter Erkenntnis ihre Erfüllung findet. Dieser Vorgang verläuft nicht linear, nicht auf geradem Weg vom sensuellen Einfall zum rationalen Ziel. Der Einfall wird meist Erkenntnis enthalten, eine Quintessenz, die das erste Bild im Gedicht vertritt. Er ist nicht voraussetzungslos, obwohl wie zufällig entstanden, er setzt den ersten, den wesentlichen Bezug, der das Gedicht wie ein Netz überspannt.“

„Denn Prosa bedeutet ja vor allem auch Kommunikation, Verständigung mit dem Leser. Eine Prosa, die nur „zu sich“ spricht, überhaupt einen Text dieser Art, kann ich mir nicht vorstellen. Natürlich bleibt immer die Frage, ob man andere mit seinen Arbeiten erreicht. Aber der Wunsch, daß dies gelingen möge, ist wohl eine Grundlage des Schreibens.“

## Kritik
Die Gedichte, schrieb die Literaturkritik, gäben Einsicht in die menschliche Psyche, die bisweilen mit Natur und Geschichte („der kleinen und großen“) korrespondiere. Trampe käme dabei „ohne Wortschwulst und Plakativität“ aus. Ein Merkmal der „in sich stimmige[n] Gedichte“ sei das Fehlen von Metaphern.
Die Kurzprosa im Allgemeinen und somit auch jene Trampes ist durch eine „ausgesprochene Handlungsarmut“ gekennzeichnet; es findet eine Konzentration auf ein Detail, eine Situation statt. Ferner beinhaltet sie häufig eine unauffällige Pointe. Die „mitunter schon zur Lyrik neigenden Miniaturen“ zeugen von „einer bewußten  und disziplinierten Arbeit mit der Sprache“
Dem Roman Verhaltene Tage wurde eine „empfindungsgebundene Erzählweise“, nachgesagt, was in der DDR-Literatur noch zu selten anzutreffen sei. „[D]icht, präzise, bildhaft, und sinnlich, […] suggestiv im guten Sinne“ sei die Sprache. Hinzu komme „eine tiefe Beobachtungsgabe in den Figurencharakteristiken, gleichsam wie unter dem Vergrößerungsglas eines Psychologen, eines Menschenkenners“. Das Buch gewinne „seine Anziehungskraft mehr aus den verhaltenen, stillen Tönen“, heißt es in einer anderen Rezension. Die psychologisch und philosophisch ausgeleuchteten Menschen- und Situationsschilderungen seien „assoziationsreich, lyrisch verknappt, angereichert durch Sentenzen, Vergleiche, Symbole, sprunghaft bisweilen“ und forderten den Leser, verlangten ihm Einfühlungsvermögen ab. In Veränderung der höheren Semester wird nicht nur inhaltlich an den Vorgängerroman angeknüpft, sondern auch stilistisch, denn Trampe tauchte wieder tief in die Psyche seiner Protagonisten ein: „Dem Autor geht es vor allem um Psychogramme seiner Gestalten, um ein Ausleuchten ihrer geistig-seelischen Gegebenheiten. So reiht sich eine analytische Szene an die andere; ein größerer, umspannender Handlungsbogen wird nicht vermittelt, vielmehr entsteht ein Mosaik an Impressionen.“ Der impressionistische Aufbau aus Stimmungen, Gleichnissen und Beziehungsgeflechten steche hervor, resümiert eine Rezension, und markiere einen „Schritt auf dem Weg in neue Bezirke literarischer Phantasie“.
Die Personen in den Erzählungen seien zwar „psychologisch tief ausgelotet“, dies gelte aber nicht, wurde eingewendet, für die Kinderdarstellung, was an Trampes eigener verlorener Kindheit durch Krieg und Nachkriegsnot liegen könne. Zudem wurde die den Erzählungen innewohnende Kompliziertheit moniert. Zu verästelt seien „die ursächlichen Zusammenhänge und Momente der inneren Konflikte, als daß man sie mit knappen Angaben heranzitieren könnte“. Diese Kritik schließt mit der Feststellung: „Viele der literarischen Figuren Trampes sind von einer Verunsicherung erfaßt, aus der sie sich befreien wollen, die sie versuchen, sich bewußt zu machen. Das vielleicht ist das Thema des Prosaisten Wolfgang Trampe.“ Die Sammlung Tanzstunde ist laut Literaturkritik nur teilweise gelungen, denn zu den Stücken, die durch Präzision und Dichte beeindrucken könnten, kämen erzählerisch schwächere aufgrund von Eindruckswirrwarr oder Redundanzen oder Vagheiten oder Klischees. Für einen Lektor unverzeihliche seien Stilpatzer, außerdem seien manche Inhalte banal, zum Teil unverständlich. Das Neue Deutschland befand: „Trampes Prosa ist vorzüglich, wenn er mittels seines ironisch-satirischen Talents menschliche Tiefen und Untiefen ausleuchtet. Leider benutzt er diese Gabe zu selten. […] Auch in der Prosasprache kann Trampe nicht den Lyriker in sich verleugnen. Beinahe jedes Ding, jeder Vorgang wird mit einem eigenwilligen, manchmal gewagten Bild bedacht, was Anschauungskraft und Ausstrahlungsvermögen der Texte insgesamt fördert, mitunter aber auch zur Manier gerät.“
Die schärfste Kritik erfuhr Trampe bezüglich seiner Bearbeitung von Rudolf Franks Roman Fair play, und zwar für die Kürzungen, Umformulierungen und Falschschreibungen in vermeintlicher Unkenntnis von Wiener Örtlichkeiten und Idiomen.

## Werke

### Lyrik und Prosa (ohne Zeitungs-Veröffentlichungen)
- Radfahren/Abbitte. In: Auswahl 66. Neue Lyrik – Neue Namen. Die Auswahl besorgten Bernd Jentzsch und Klaus-Dieter Sommer. Verlag Neues Leben, Berlin 1966, S. 73 f.
- Biographie. Gedichte (= Edition Neue Texte). Aufbau-Verlag, Berlin/Weimar 1973.
- Kupferpfennig. [Kurzprosa] (= Edition Neue Texte). Mit einer Nachbemerkung von Siegfried Pitschmann. Aufbau-Verlag, Berlin/Weimar 1976.
- Begegnungen. In: Bekanntschaften. Eine Anthologie. Zusammenstellung und Redaktion: Alice Uszkoreit. Aufbau-Verlag, Berlin/Weimar 1976, S. 132–141.
- Foto: Polnische Stadt. In: Auf der Straße nach Kłodawa. Reiseerzählungen und Impressionen. Herausgegeben und mit einem Nachwort von Manfred Jendryschik. Mitteldeutscher Verlag, Halle (Saale), 1977, S. 183.
- Verhaltene Tage. Roman. Aufbau-Verlag, Berlin/Weimar 1978.
- Blicke über das Haus. Gedichte (= Edition Neue Texte). Aufbau-Verlag, Berlin/Weimar 1979.
- Johannes Bobrowski/Günter Eich erinnern/Fred Wander. In: Goethe eines Nachmittags. Porträtgedichte. Eine Anthologie. Herausgegeben von Ulrich Berkes und Wolfgang Trampe. Aufbau-Verlag, Berlin 1979.
- Die Kuckucksuhr. Erzählungen. Mit 8 Grafiken von Sabine Kahane. Aufbau-Verlag, Berlin/Weimar 1980.
- Veränderung der höheren Semester. Roman. Aufbau-Verlag, Berlin/Weimar 1982.
- Julisonne. In: Alfons auf dem Dach und andere Geschichten. Herausgegeben und mit einem Nachwort versehen von Manfred Jendryschik. Mitteldeutscher Verlag, Halle (Saale)/Leipzig 1982, S. 21 f.
- Das Pferd. In: Alfons auf dem Dach und andere Geschichten. Herausgegeben und mit einem Nachwort versehen von Manfred Jendryschik. Mitteldeutscher Verlag, Halle (Saale)/Leipzig 1982, S. 50.
- Halbe Tage im Gras. Bilder und Geschichten. Illustrationen von Wolfgang Freitag. Der Kinderbuchverlag, Berlin 1983.
- Bevor. In: Naturlyrik. Ein Arbeitsbuch. Für die Schule herausgegeben von Margret und Karlheinz Fingerhut. Verlag Moritz Diesterweg, Frankfurt am Main 1984, ISBN 3-425-06355-3, S. 94.
- Die Geschichte mit dem Pferd. In: Erzähler der DDR. Hrsg. vom Lektorat für DDR-Literatur des Aufbau-Verlages auf der Grundlage der von Richard Christ und Manfred Wolter besorgten Anthologie Fünfzig Erzähler der DDR, Berlin und Weimar 1974, sowie der Ausgabe Fünfundsiebzig Erzähler der DDR, Berlin und Weimar 1981. Band 2, 1. Auflage. Aufbau-Verlag, Berlin/Weimar 1985, S. 323–330.
- Tanzstunde. Erzählungen. Aufbau-Verlag, Berlin/Weimar 1986, ISBN 3-351-00295-5.
- Erna. In: Jetzt. 50 Geschichten vom Alltag. Verlag Philipp Reclam jun., Leipzig 1986, ISBN 3-379-00206-2, S. 218–221.
- Verwirrte Gefühle. In: Neue Deutsche Literatur. Monatsschrift für Literatur und Kritik. 14. Jg. Heft 10, Oktober 1986, S. 19–32.
- Wo der Zug hält. Für Kinder und Erwachsene. In: Irgendwo nirgendwo. Bahnhofsgeschichten. Herausgegeben und mit einem Nachwort versehen von Fritz-Jochen Kopka und Martin Stephan. Eulenspiegel Verlag, Berlin 1988, ISBN 3-359-00228-8, S. 254–259.
- Ich und ich. In: Selbstbildnis zwei Uhr nachts. Gedichte. Eine Anthologie. Herausgegeben von Helga Pankoke und Wolfgang Trampe. Aufbau-Verlag, Berlin 1989, ISBN 3-351-01524-0, S. 129.
- Umzug Nach F. In: Dimensionen. Magazin 2. Lernstationen 6–10 (= Lehrwerk Deutsch als Fremdsprache). Max Hueber Verlag, Ismaning 2003, ISBN 3-19-041682-6, Literarisches Kaleidoskop, S. 81.
- [Titel nicht ermittelt.] In: Fest in der Landschaft. Gedichte für Wulf Kirsten. Herausgegeben von Roland Bärwinkel und Helge Pfannenschmidt. Edition Azur, Dresden 2014, ISBN 978-3-942375-15-3, S. 16.

### Geführte Interviews (Buchabdruck)
- Gespräch mit Wolfgang Trampe. In: Karl Mickel: Gelehrtenrepublik. Beiträge zur deutschen Dichtungsgeschichte (= Mickel Schriften; 5). Mitteldeutscher Verlag, Halle (Saale) 2000, ISBN 3-932776-92-5, S. 629–636.
- Erzählen für den Film. Gespräche mit Autoren der DEFA (= Die Schriftenreihe der DEFA-Stiftung). Herausgegeben von der DEFA-Stiftung Berlin. DEFA-Stiftung, Berlin 2004, ISBN 3-00-013941-9.

### (Mit-)Herausgeberschaft
- Auswahl 72. Neue Lyrik – Neue Namen. Ausgewählt von Bernd Jentzsch, Holger J. Schubert und Wolfgang Trampe. Mit einer Vorbemerkung von Bernd Jentzsch. Verlag Neues Leben, Berlin 1972.
- Auswahl 74. Neue Lyrik – Neue Namen. Ausgewählt von Bernd Jentzsch, Holger J. Schubert und Wolfgang Trampe. Mit einer Vorbemerkung von Heinz Kahlau. Verlag Neues Leben, Berlin 1974.
- Don Juan überm Sund. Liebesgedichte (= Edition neue Texte). Herausgegeben und mit einer Nachbemerkung von Wulf Kirsten und Wolfgang Trampe. Aufbau-Verlag, Berlin/Weimar 1975.
- Auswahl 76. Neue Lyrik – Neue Namen. Ausgewählt von Richard Pietraß, Holger J. Schubert und Wolfgang Trampe. Mit einer Vorbemerkung von Peter Gosse. Verlag Neues Leben, Berlin 1976.
- Auswahl 78. Neue Lyrik – Neue Namen. Ausgewählt von Richard Pietraß, Holger J. Schubert und Wolfgang Trampe. Mit einer Vorbemerkung von Wilhelm Tkaczyk. Verlag Neues Leben, Berlin 1978.
- Goethe eines Nachmittags. Porträtgedichte. Eine Anthologie. Herausgegeben von Ulrich Berkes und Wolfgang Trampe. Aufbau-Verlag, Berlin 1979.
- Auswahl 80. Neue Lyrik – Neue Namen. Ausgewählt von Mathilde Dau, Erika Rüdenauer und Wolfgang Trampe. Mit Vorbemerkungen von Mathilde Dau und Paul Wiens. Verlag Neues Leben, Berlin 1980.
- Auswahl 82. Neue Lyrik – Neue Namen. Ausgewählt von Mathilde Dau, Erika Rüdenauer und Wolfgang Trampe. Mit einer Vorbemerkung von Horst Haase. Verlag Neues Leben, Berlin 1982.
- Selbstbildnis zwei Uhr nachts. Gedichte. Eine Anthologie. Herausgegeben von Helga Pankoke und Wolfgang Trampe. Aufbau-Verlag, Berlin 1989, ISBN 3-351-01524-0.

### Übersetzungen/Bearbeitungen
- Raimond Kaugver: Die eigene Insel. Stück in zwei Akten. In: Theater der Zeit, 10/1972, S. 51–64 (Verse: Wolfgang Trampe).
- Rudolf Frank: Fair play oder Es kommt nicht zum Krieg. Roman einer Emigration in Wien. Bearbeitet von Wolfgang Trampe. Aufbau-Verlag, Berlin 1998, ISBN 3-351-02826-1.

### Essays/Rezensionen/Nachworte
- Nachsatz. In: Christine Wolter: Meine italienische Reise (= Edition Neue Texte). 2. Auflage. Aufbau-Verlag, Berlin/Weimar 1975.
- Tiefenschärfe. Textlandschaften: Wulf Kirstens Reden und Gedichte. In: Neue Deutsche Literatur. Zeitschrift für deutschsprachige Literatur, 47. Jg. 526. Heft, Juli/August 1999 (Nr. 4/99), S. 134–138.
- Betrachtungen. In: Apropos: Film 2003. Das 4. Jahrbuch der DEFA-Stiftung. Das neue Berlin, Berlin 2003, ISBN 3-929470-28-4, S. 159–161.
- Nachwort. In: Christiane Grosz: Der Steinbock im Meer. Gedichte aus 25 Jahren. Mit fünf Linolschnitten und einer Zeichnung der Autorin. Corvinus Presse, Friedrichshagen 2004, ISBN 3-910172-89-X, S. ???.
- Nachwort. In: Walther Petri: Irdische Zeichen. Gedichte. Mit einem Geleitwort von Günter Kunert und einem Nachwort von Wolfgang Trampe. Federzeichnungen von Walther Petri. Donat, Bremen 2011, ISBN 978-3-938275-91-7, S. ???.

## Filmografie
- 1976/77: Rosenthaler Straße 51 (Sprecher)
- 1982: Dein unbekannter Bruder (Szenarist)